# قاري محمد طيب
قاري محمد طيب قاسمي (1897 - 17 يوليو 1983) باحث إسلامي هندي، كان يُدرّس في مدرسة ديوبند للفكر الإسلامي. هو حفيد العالم محمد قاسم النانوتوي، مؤسس دار العلوم ديوبند. وكان رئيسا لدار العلوم من 1929 إلى 1981.

## مسيرته

### مولده
وُلِدَ قاري محمد طيب في محرم سنة 1315هـ (الموافق مايو 1897م)، وذلك في بلدة ديوبند بمدينة سهارنبور، بولاية أتر برديش بالهند.

### حفظ القرآن الكريم
بدأ الشيخ قاري محمد دراسته بحفظ القرآن الكريم وتلاوته وتجويده عند الشيخ الحافظ المقرئ عبد الوحيد خان الإلٰه آبادي (المتوفىٰ: 1326هـ)، الذي دُعي من إلٰه آباد، وأقام في بيته معلّمًا إياه، فحفظ الشيخُ القرآنَ الكريم تجويدًا وإتقانًا مع جملة المبادئ في عمر يتجاوز اثني عشر عامًا في سنة 1326هـ، وذلك في مدة سنتين، وقد أجبر صوته الجهوري مع لحنه الخاص الشيخ أشرف علي التهانوي (المتوفىٰ: 1362هـ) علىٰ أن يقدّمه ليصلّي بالناس وهو حاضر يقتدي به.

### دراسةاللغة الفارسية
بعد ما أتّم حفظ القرآن الكريم بدأ يتعلم اللغة الفارسية عند الشيخ محمد يسن العثماني الديوبندي (المتوفىٰ: 1335هـ)، وهو كان بارعًا في اللغة الفارسية، ولذلك فقد تضلع عنده من هذه اللغة كما تعلم عليه بعض الكتب في تجويد القرآن الكريم والرياضيات، فأتقن الفارسية أصبح ينظم الشعر بها. وعندما زار أفغانستان علىٰ دعوة مَلكها ألقى الخطب بهذه اللغة كما تحدث معهم فيها.

### مهامه
شغل منصب الرئاسة في دار العلوم ديوبند لمدة 52 عامًا، من 1928 إلى 1980. وقد شهدت دار العلوم ديوبند تقدما غير مسبوق خلال فترة ولايته. كما أسس هيئة الأحوال الشخصية الإسلامية لعموم الهند وترأسها حتى وفاته. كما اشترك في تأسيس وافتتاح ورئاسة وعضوية العشرات من المجالس والجميعات والجماعات والمدارس والمراكز الإسلامية والدينية والتعليمية والاجتماعية والسياسية التي أنشئت في الهند.

### مؤلفاته
ألّف عددا من الكتب المهمة عن العلوم الدينية والقضايا المعاصرة. كان أكثرها في صورة رسائل صغيرة الحجم، ولغة تأليفه كانت لغته الأصلية الأردية، فمعظم ما ألف في هذه اللغة.
وقد بلغ عدد مؤلفاته مائة وأكثر، منها:
- في العقائد والردود، منها: «تعلیمات اسلام اور مسیحی اقوام» (التعاليم الإسلامية والأقوام المسيحية)، «علم غيب» (مسألة علم الغيب)، «كلمۂ طیبہ كی حقیقت» (حقيقة الكلمة الطيبة)، «مسئلۂ تقدير» (مسألة القضاء والقدر)، «ميلاد النبی صلى الله عليه وسلم کی حقيقت» (حقيقة ميلاد النبي صلى الله عليه وسلم).
- في الكتب التي تخُصُّ بالقرآن الكريم، منها: «سیرت قرآنی» (السيرة القرآنية)، «فہم قرآن اور تعلیم مذہب کےدو بنیادی اصول» (الأصلان الأساسيان لفهم القرآن وتعليم المذهب)، «قرآنی دعوت کے ستر اصول» (الأصول السبعين للدعوة القرآنية)، «دینی دعوت کی قرآنی اصول» (الأصول القرآنية في الدعوة الدينية).
- في الكتب التي تخُصُّ بالأحاديث النبوية، منها: «حجيت حديث» (حجية الحديث)، «حدیث رسول کا قرآنی معیار» (مقياس القرآن لأحاديث الرسول).
- في البحث والمسائل والفتاوىٰ، منها: «تصویر اسلام کی آئینہ میں» (الصورة في ضوء الإسلام)، «دار العلوم کے ایک فتوے کی حقیقت» (حقيقة فتوىٰ واحدة من دار العلوم ديوبند)، «ڈاڑھی کی شرعی حیثیت» (اللحية في الإسلام)، «اسلام اور فرقہ واریت» (الطائفية كما يراه الإسلام)، «شرعی پردہ» (الحجاب الشرعي)، «اسرائیل: قران سنّت کی روشنی میں» (بنو إسرائيل كما يراهم الكتاب والسنة)، «نظریۂ دو فرقوں پر ایک نظر» (الرد علىٰ نظرية الطائفتين).
- في السيرة النبوية الشريفة، منها: «آفتاب نبوت» (شمس النبوة)، «سيرة خاتم الأنبياء»، «شان رسالت» (عظمة الرسالة)، «خاتم النبيين».
- في التراجم، منها: «الكلم الطيب» في الأحداث المتنوعة للإمام محمد قاسم النانوتوي، «پچاس مثالیں شخصیات» (خمسون من الشخصيات النموذجية)، «کلمات طیبات» (الكلمات الطيبات) في أحوال مشايخ ديوبند وسيرهم.
- في التاريخ، منها: «تاريخ دار العلوم ديوبند»، «دار العلوم کی سو سالہ زندگی» (مئة سنة علىٰ نشأة دار العلوم)، «اسلام اور مغربی تہذیب» (الإسلام والحضارة الغربية).
- في ذكريات الرحلات، منها: «سفرنامہ أفغانستان» (ذكريات سفر أفغانستان)، «سفرنامہ برما» (ذكريات سفر بُوْرما)، «سفرنامہ مقامات مقدسہ ومآثر سفر مصر» (ذكريات سفر الأماكن المقدسة ومصر).
- في الكتب الإسلامية المتنوعة، منها: «اردو کی شرعی حیثیت» (مكانة اللغة الأردية في الشريعة الإسلامية)، «مسئلۂ زبان اردو ہندوستان میں» (قضية اللغة الأردية في الهند)، «اسلام کا اخلاقی نظام» (المنهج الخلقي للإسلام)، «تعلیمات اسلام اور صحیح اقدام» (التعاليم الإسلامية والخطوة الصحيحة)، «عالم انسانیت کا مکمل قانون» (الدستور التام لعالم الإنسانية)، وغيرها من المؤلفات.[3]

### وفاته
توفي قاري محمد طيب في بلدة ديوبند بتاريخ 6 شوال 1403هـ (الموافق 17 يوليو 1983). وقد أقيمت جنازته من قبل ابنه الأكبر محمد سالم قاسمي. ودفن عند مشائخه في المقبرة القاسمية في ديوبند.